# Annemie Neyts-Uyttebroeck

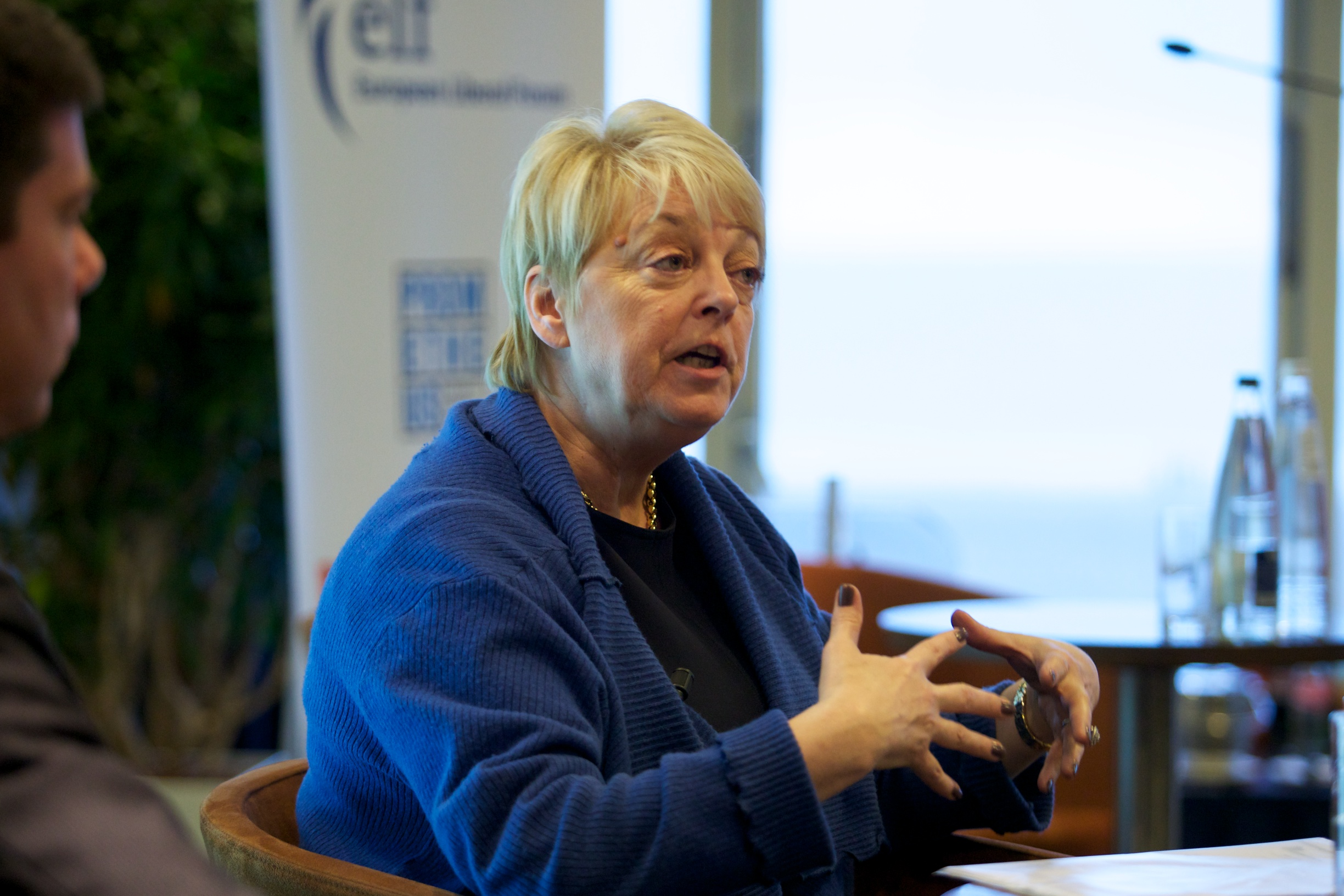
Annemie Neyts-Uyttebroeck

Anne-Marie Cécile J. „Annemie“ Neyts-Uyttebroeck (* 17. Juni 1944 in Ixelles/Elsene) ist eine belgische Politikerin der Partei Open Vlaamse Liberalen en Democraten (Open VLD). Sie war von 1994 bis 2014 Mitglied des Europäischen Parlaments und von 2005 bis 2011 Vorsitzende der Europäischen Liberalen, Demokratischen und Reformpartei (ELDR).

## Leben
Neyts-Uyttebroeck erwarb 1967 ihr Lizenziat in Romanistik an der Vrije Universiteit Brussel und 1970 an derselben Universität das Lizenziat in Presse- und Kommunikationswissenschaften. 1967 bestand sie das Lehramtsexamen und war bis 1973 am Koninklijk Atheneum in Zaventem als Französischlehrerin tätig.
1973 übernahm sie den Posten eines Presseattachés im Kabinett des damaligen Justizministers Herman Vanderpoorten und war anschließend von 1975 bis 1981 als stellvertretende Kabinettschefin des stellvertretenden Gouverneurs von Brabant tätig. Sie engagierte sich in der Partij voor Vrijheid en Vooruitgang (PVV), welche sich 1992 den Namen Vlaamse Liberalen en Democraten (VLD) und 2002 den Namen Open Vlaamse Liberalen en Democraten (Open VLD) gab. Von 1977 bis 1986 und später von 1995 bis 2004 war sie Vorsitzende der PVV Brüssel Stadt bzw. der VLD-Brüssel Stadt. Zudem hatte sie von November 1985 bis Juni 1989 das Amt der Landesvorsitzenden der PVV und von 1993 bis 1997 das Amt der stellvertretenden Vorsitzenden der VLD inne.
Auf kommunaler Ebene war Neyts-Uyttebroeck von 1982 bis 1989 als Gemeinderatsmitglied in Brüssel tätig. Zudem bekleidete sie verschiedene Posten im Rahmen ihrer Arbeit für die Liberale Internationale: So war sie von 1989 bis 1996 deren Schatzmeisterin, anschließend bis 1999 deren stellvertretende Vorsitzende und daraufhin bis 2005 deren Vorsitzende.
Neyts-Uyttebroeck war von 1981 bis 1994 und von 2003 bis 2004 Abgeordnete in der Belgischen Abgeordnetenkammer. Dazwischen war sie von 1999 bis 2000 als Nachfolgerin von Jos Chabert Ministerin für Finanzen, Haushalt, öffentlichen Dienst und Außenbeziehungen in der Regierung der Region Brüssel-Hauptstadt. Von 2001 bis 2003 war sie belgische Ministerin für Außenhandel und Landwirtschaft. 
Bei der Europawahl 1994 wurde sie in das Europäische Parlament gewählt, dem sie bis 1999 als stellvertretende Vorsitzende der Fraktion der Liberalen und Demokratischen Partei Europas angehörte. Bei der Europawahl 2004 wurde sie erneut Europaabgeordnete und blieb dies Dezember 2014. In dieser Zeit saß sie in der liberalen ALDE-Fraktion, deren Vorstandsmitglied sie von 2007 bis 2008 war. Von 2004 bis zu ihrem Ausscheiden aus dem Parlament 2014 gehörte sie dem Ausschuss für auswärtige Angelegenheiten, ab 2007 auch dem Unterausschuss für Sicherheit und Verteidigung an. Sie war Delegierte für die Beziehungen zu den Vereinigten Staaten (2004–2009), dann Delegierte für die Beziehungen zur Parlamentarischen Versammlung der NATO (2009–2014).
Im September 2005 wurde Neyts-Uyttebroeck als Nachfolgerin Werner Hoyers zur Vorsitzenden der Europäischen Liberalen, Demokratischen und Reformpartei (ELDR) gewählt. Diese führte sie bis zu ihrer Ablösung durch Graham Watson im Jahr 2011.
Für ihre politischen Verdienste wurde sie bereits am 30. Januar 1995 mit dem Ehrentitel Staatsministerin ausgezeichnet.
Im Jahr 2006 leitete sie die EU-Wahlbeobachtermission bei den Wahlen in Sambia.

## Schriften
- Tussen Halle en Vilvoorde. Willemsfonds, Brüssel 1985.
- In het licht van 1789: liberalisme als humanisme. In: Bindteken. 6/1989, S. 8–13.
- Postmodernisme in de politiek. In: Liberaal reflex. 13/1992, S. 9–15.
- The Intergovernmental Conference: keeping the European Union on track. Europa-Inst., Saarbrücken 1996.
- Annemie in wonderland: pleidooi voor helder denken in een veranderde wereld. Lannoo, Tielt 2003, ISBN 90-209-5073-8.